# Francisco Tinoco da Silva
Le père Francisco Tinoco da Silva ( ? - 1730) était un prêtre, architecte du roi Pedro II. 

## Biographie

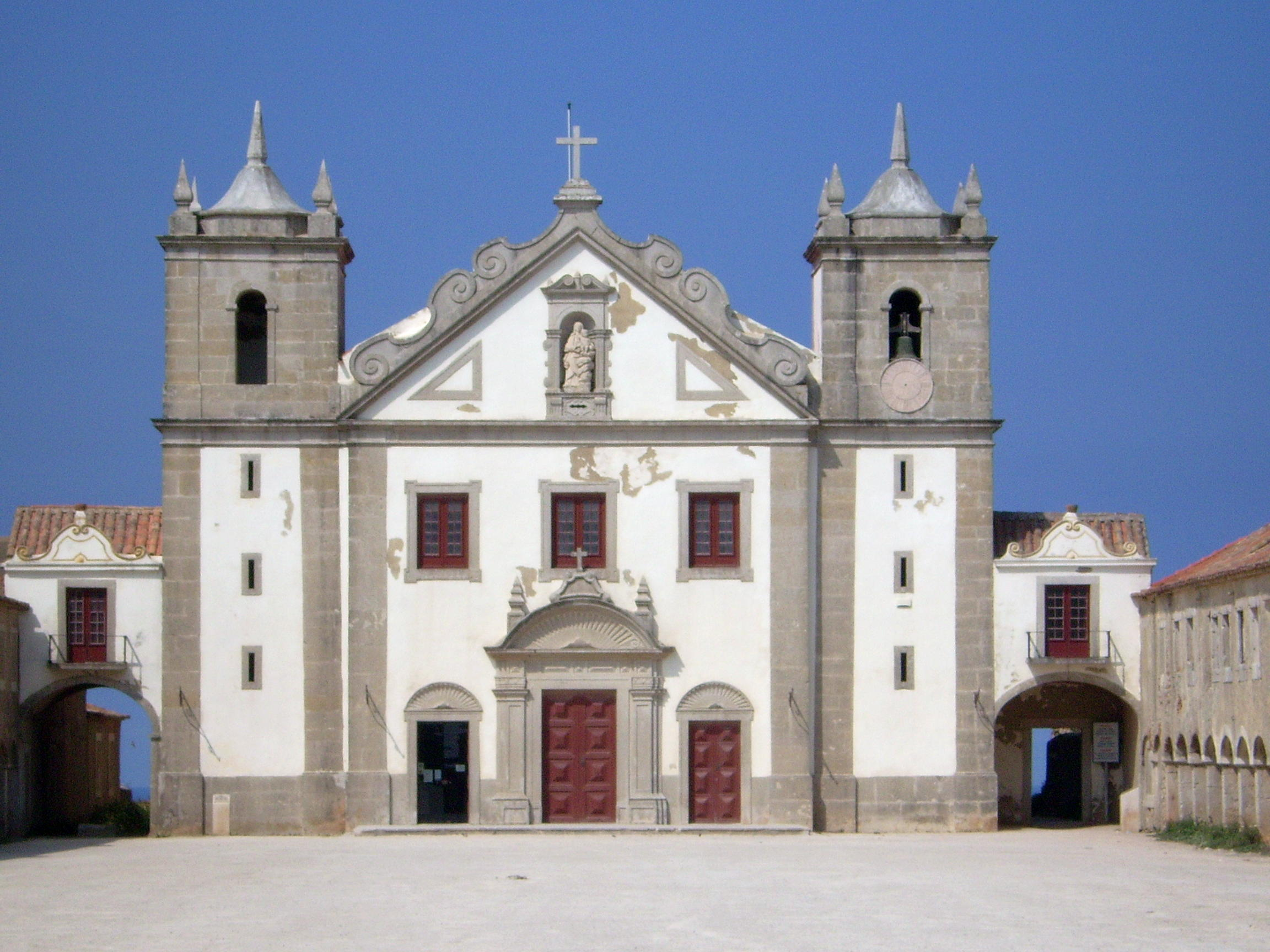
Église Notre-Dame du Cap

Il a vécu au XVIIIe siècle et prêtre ayant une grande connaissance de l'architecture. Il a exercé l'architecture civile en même temps que son sacerdoce. Dom Pedro II, prince-régent, l'a nomme apprenti, en 1677, après la mort de Paulo Ferreira, qui était déjà architecte du roi. En 1683, il a été promu maître architecte des œuvres des Paços da Ribeira après le décès de Teodósio de Frias. En 1690, il a été nommé architecte et maître des Paços da Ribeira, maître de la Aula dos Paços da Ribeira. Il a eu comme disciple João Antunes.
Il fut l'auteur de plusieurs ouvrages architecturaux remarquables. 
Parmi les projets qui lui sont attribués il y a :
- Église de Santiago, à Almada,
- Église Notre-Dame du Cap à Sesimbra[2],[3] ou à João Antunes,
- Église des Navigateurs, à Cascais[4],
- Fontaine de la place Teófilo Braga ou fontaine des Marais[5].

Certaines œuvres de cette époque lui sont attribuées, en concurrence avec João Antunes, comme l'église Notre-Dame du Cap, à Sesimbra.